# Omar Arroyo
Omar Arroyo (4 de enero de 1992,  Fresnillo, Zacatecas. México) es un futbolista mexicano. Juega de delantero y su club actual es el Necaxa

## Trayectoria
| Club              | País   | Año             | Partidos | Goles |
| ----------------- | ------ | --------------- | -------- | ----- |
| Cruz Azul Hidalgo | México | 2010 -2012      | 11       | 1     |
| Necaxa            | México | 2013 - presente | 1        |       |